# Мыльники (Оханский район)
Мыльники — деревня в Оханском городском округе Пермского края России.

## Географическое положение
Деревня расположена в западной части Оханского городского округа на расстоянии примерно 9 километров по прямой на север-северо-запад от села Дуброво.

## История
С 2006 по 2018 год входила в состав Дубровского сельского поселения Оханского района. После упразднения обоих муниципальных образований стала рядовым населённым пунктом Оханского городского округа.

## Климат
Климат умеренно континентальный. Наиболее тёплым месяцем является июль, средняя максимальная температура которого 24,8 °C, а самым холодным январь со среднемесячной температурой −17,3 °C. Среднегодовая температура 2,1 °C.

## Население
Постоянное население составляло 79 человека (91 % русские) в 2002 году, 63 человека в 2010 году.